# Die Fremde (film 2010)
Die Fremde (lett. "La straniera", titolo inglese When We Leave) è un film del 2010 diretto da Feo Aladag.
Il film ha vinto il Premio LUX 2010 assegnato dal Parlamento Europeo, la regista Feo Aladag ha ricevuto il riconoscimento dal Presidente Jerzy Buzek, il quale ha sottolineato l'importanza delle arti per la costruzione di un demos europeo. Il film è stato inoltre candidato all'Oscar 2011 come miglior film straniero, mentre al Festival international du film de Marrakech, il film ha ricevuto il Premio per la migliore interpretazione nel 2010 insieme al film australiano Animal Kingdom. Pari opportunità e diritti delle donne è il nastro portante dell'opera.

## Trama
Umay è una giovane donna di origine turca. Abortisce all'insaputa del marito, in quanto questi usa spesso violenza verso di lei e verso il piccolo Cem, il loro unico figlio. Dopo l'ennesimo episodio violento, la donna decide di fuggire e ritornare dalla sua famiglia immigrata in Germania, portandosi il figlio e sperare in una nuova vita.
I suoi familiari, però, ancora legati alle proprie tradizioni, non accettano la decisione della figlia. Cercano quindi di convincerla in tutti i modi di farla ritornare a casa in quanto "la donna una volta sposata appartiene al marito e così anche i figli". Anche se Umay tenta più volte di spiegare il perché del suo gesto, non riesce a trovare una risposta umana, né da parte di suo padre, il quale in quanto uomo giustifica le percosse del marito, né da parte della madre che è completamente succube del coniuge e si limita a esprimere il proprio pensiero in limitati gesti affettuosi.
L'ostinazione verso il suo gesto, pian piano si estende anche verso gli altri componenti del suo nucleo famigliare, nel momento in cui la comunità degli immigrati turchi avendo saputo dell'accaduto, comincia ad avere atteggiamenti ostili o denigratori verso tutti loro. A questo punto il legame affettivo tra Umay e la sua famiglia si spezza ulteriormente, tanto che la donna decide di fuggire di nuovo, temendo a ragione il rapimento del figlio.
Intanto Umay porta avanti ostinatamente il suo progetto, va a lavorare presso il ristorante dove lavora una sua cara amica, esce alla sera e va a divertirsi, tuttavia non riesce a staccarsi affettivamente dalla sua famiglia, quindi tenta in varie occasioni di farsi perdonare e accettare ricevendo solamente umilianti negazioni. Quando ad un certo punto decide di rifarsi una vita con un altro uomo la situazione diventa insanabile a tal punto che...